# 梅兰达哈乌帕齐拉
梅兰达哈乌帕齐拉是孟加拉国杰马勒布尔县的一个乌帕齐拉，位於邁門辛專區的傑馬勒布爾縣。。

## 人口
據1991年孟加拉國人口普查，梅兰达哈共有戶數55954戶，人口262478人。其中男性佔比51.4%，女性佔比48.6%；成年人口133860人。該地7歲以上人口之平均識字率為17.4%。